# Gastronomía mapuche
La gastronomía mapuche es el tipo de cocina indígena proveniente del pueblo mapuche ubicado en la zona centro sur de Chile y el suroeste de Argentina. Algunos platos o rasgos de esta cocina han pasado a formar parte de la gastronomía de Chile y la gastronomía de Argentina. 

## Historia

### Gastronomía mapuche en época prehispánica
Antes de la Conquista de Chile, los mapuches eran un pueblo semisedentario, que practicaba la agricultura de roza y quema y complementaban su dieta con la caza, la pesca y la recolección. Principalmente cultivaban maíz (üwa), papas (poñü), porotos (dengüll), quínoa (dawe), zapallos (pengka) o ají (trapi), además de usar cereales nativos como el mango (mangu), el huequén (wekeñ), la teca (trüka) y el lanco (langko), con los que podía hacerse harina (rüngo) y harina tostada (mürke). El aceite se elaboraba de las semillas de madi. Los animales domésticos comestibles eran un tipo de llama (weke) llamado por españoles "chilihueque" o "carnero de la tierra" y la gallina mapuche, de la cual hay controversia sobre su posible origen precolombino.
Con los granos fermentados de cereales se preparaba muday y con diferentes frutos silvestres se preparaba otras clases de chicha. 
Con sal molida con ají ahumado podía elaborarse el aliño conocido como merkén (medkeñ).
Entre los pehuenches de la cordillera, el alimento básico era el piñón (ngülliw), la semilla del pehuén (pewen), y entre los grupos costeros la dieta también incluía algas como el cochayuyo (kollof), el luche y la luga (lua), los mariscos y los pescados.

### Gastronomía mapuche tras el contacto con los europeos
El principal cambio en la gastronomía consistió en la incorporación a la dieta de la manteca y carne de cerdo, vacuno, caballo, cabra, cordero, pato, y en el creciente uso del trigo en lugar del maíz y los cereales locales.
Se incorporaron nuevos vegetales como la manzana, el membrillo, el durazno, las habas, los garbanzos, las arvejas, el rábano, el repollo, la cebolla, el ajo y el cilantro, que se adaptaron a las recetas tradicionales. Por ejemplo, el merquén en el siglo XXI consiste principalmente en ají ahumado y molido, con sal y semillas de cilantro. En la cocina tradicional mapuche este ingrediente se mezcla con agua, grasa o aceite para preparar salsas picantes o caldos que condimentan las preparaciones.

## Platillos y bebidas tradicionales
- apol: pulmón de cordero relleno con sangre y condimentos.
- Bebida de piñón: una bebida de piñones con miel.
- Catuto (mültrün): alimento a base de trigo molido y agua, que se sirve acompañado de mermelada o de miel.
- Chochoca (trutru, trutru yeku): masa hecha con papas crudas y cocidas que se prepara asada a las brasas.
- Cocho o Ulpo (chedkan o chaykan): mazamorra hecha de harina tostada y agua caliente.
- Kako iael: guiso cuyo principal ingrediente es el mote.
- Karütun: picadillo de hígado crudo.
- Mildo (müḻu): pan de maíz o linaza.
- Milloquín o malloquín (müllokiñ): albóndigas de legumbres cocidas y molidas.
- Muday: tipo de chicha hecha con granos fermentados, especialmente de maíz.
- Ñachi: Sangre coagulada de cordero con aliños.
- Papas vunas (funal poñü): papas podridas de 3 a 5 meses bajo el agua.
- Sopa de nabos (napor korü).
- Ulpo (ullpüd): bebida hecha de harina tostada en agua fría.
- Vailcán: un guisado de mariscos con ají.[cita requerida]